# Sagittaria secundifolia
Sagittaria secundifolia är en svaltingväxtart som beskrevs av Robert Kral. Sagittaria secundifolia ingår i släktet pilbladssläktet, och familjen svaltingväxter. Inga underarter finns listade.

## Bildgalleri

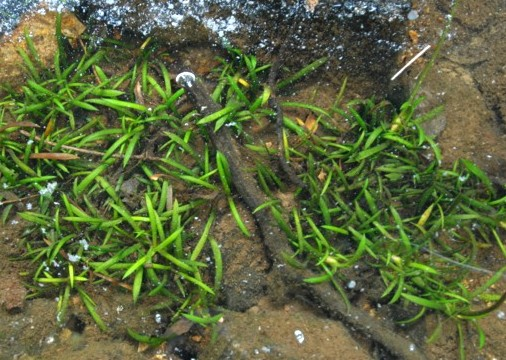